# Fritz Capelari
Cet article possède un paronyme, voir Cappellari.
Friedrich Capelari plus connu sous le nom de Fritz Capelari est un artiste peintre et graveur autrichien né le 12 avril 1884 à Bleiburg en Autriche-Hongrie et mort le 23 juin 1950 dans la même ville. Attiré par le Japon, il est l'auteur d'estampes de l'école shin-hanga.

## Biographie

### Jeunesse et formation
Fritz Capelari naît en 1884, d'un père graveur sur bois. Sa première formation se déroule dans une école de métiers d'art et d'arts graphiques.
À partir de 1906, il étudie la peinture à l'Académie des Beaux-Arts de Vienne. Des condisciples japonais l'incitent à voyager en Asie, où il se rend en 1911. Il séjourne d'abord à Shanghai, puis voyage en Chine et à Java, avant de gagner le Japon, dont il ne peut repartir en raison du déclenchement de la Première Guerre mondiale.

### Installation au Japon
Il installe son atelier à Tokyo dans le quartier d'Asakusa. Il rencontre le marchand et éditeur d'estampes Watanabe Shōzaburō, avec qui il collabore à la production d'estampes désignées sous le nom de shin-hanga. Une première série de douze estampes paraît en 1915, l'une d'elles figure des écoliers sous la pluie stylisés d'une façon moderne. D'autres pièces suivent entre 1918 et 1920 : femmes et enfants, peinture morale, paysages.
Il quitte le Japon en 1920 et voyage en Europe, notamment en Autriche. En 1932, il séjourne pour la seconde fois au Japon.
Après 1920, il ne produit plus d'estampes et se consacre à la peinture à l'huile et à la sculpture sur bois.
Il meurt en 1950.